# Свети хълмове на Пиемонт и Ломбардия
Светите хълмове на Пиемонт и Ломбардия (на италиански: Sacri Monti del Piemonte e della Lombardia) са сериен обект в Северна Италия, включен през 2003 г. от ЮНЕСКО в Списъка на обектите на световното културно и природно наследство. Мястото се състои от девет свети хълма, построени между края на XV и XVIII век: Свети хълм на Варало, Свети хълм на Орта, Свети хълм на Креа, Свети хълм на Оропа, Свети хълм на Белмонте, Свети хълм на Гифа, Свети хълм на Домодосола, Свети хълм на Варезе и Свети хълм на Осучо.
Алпийските и предалпийските свети хълмове на Пиемонт и Ломбардия са оценени като достойни да се появят в списъка на ЮНЕСКО, защото отговарят на следните критерии:
- Критерий (ii): Създаването на произведение на архитектурата и сакралното изкуство в естествен пейзаж, за образователни и духовни цели, достигна най-високия си израз в светите хълмове в Северна Италия и имаше дълбоко влияние върху последващите развития в останалата част на Европа .
- Критерий (iv): Светите хълмове в Северна Италия представляват успешната интеграция на архитектурата и изобразителното изкуство в пейзаж със забележителна красота. В критичен период от историята на Католическата църква те свидетелстват за опит за възстановяване на християнските ценности.

## История
Светите хълмове се появяват между края на XV и началото на XVI век с идеята да създадат в Европа алтернативни места за молитва в Европа на светите места Йерусалим и Палестина, до които достъпът за поклонници става все по-труден поради до бързото разрастване на мюсюлманската култура. Малките братя, пазители на Божи гроб, избират три обектаː Варало във Валсезия, принадлежащо на Миланското херцогство, Монтайоне в Тоскана (дом на Светия хълм на Сан Вивалдо в комплекса на манастира Сан Вивалдо) и Брага в Северна Португалия (където би трябвало да се построи светилището на Бом Хесус до Монте) за изграждане на Нов Йерусалим с концепция и топография, подобни на оригиналната. Няколко години по-късно, особено след Трентския събор от 1545 - 1563 г., този религиозен модел, и по-специално този на Варало, замислен около 1480 г., е използван по други причини, особено в онези епархии, които попадат под юрисдикцията на курията на Милано. Този път става въпрос за борба с влиянието на протестантската реформация чрез насърчаване на създаването на други свети хълмове като конкретен израз на преданост и като бастиони срещу еретиците. Те са посветени не само на Христос, но и на култа към Мадоната, Светците, Троицата и Молитвената броеница.
Този идеален проект, пресъздан в специфични правила за архитектурни типологии и стилове, е силно подкрепен от Карло Боромео, епископ на Милано. Имайки предвид идеите, възникнали от Трентския събор, той иска да продължи изграждането на Светия хълм на Варало, преди да започне работа по останалите. Тази фаза продължава през целия XVII век чак до средата на XVIII век. Хълмът на Варало е последван от светите хълмове на Креа, Орта, Варезе, Оропа, Осучо, Гифа, Домодосола и Валперга. Ако в началото се следват определени основни правила, по-късно се развиват собствени артистични и архитектурни аспекти. Други свети хълмове са проектирани и построени през XVIII век, но много от тях представляват примери за различни концепции, лишени от религиозни мотиви, за автентичността на композиция, която следва много специфични правила и лишени от присъствието на тези елементи на архитектурно и художествено великолепие, които имат през първата фаза на XVI и XVII век.

## Свети хълмове

### Свети хълм на Варало
Работата започва през последното десетилетие на XV век, за да се реконструира пейзажът на Светите земи върху скалиста скала с изглед към градчето Варало. Издигнати са много параклиси със статуи с приблизително човешки размери и са изрисувани стенописи, изобразяващи различни библейски места.
Избраната тема е модифицирана в края на XVI век под влиянието на Контрареформацията, възприемайки тази на живота и страстите Христови.
Много художници и скулптори с голямо значение допринасят за произведенията. Понастоящем маршрутът включва първите реконструкции на Назарет и Витлеем в горист пейзаж, зона, съответстваща на елегантно проектирана градина, и 45 параклиса с изглед към главната пътека. Върхът на хълма е посветен на възстановка на град Йерусалим.

### Свети хълм на Креа
Произходът на Светия хълм на Креа датира от 1589 г., когато проектът за изграждане на са построени 25 параклиса, които трябва да илюстрират мистериите на Молитвената броеница на един от най-високите хълмове в района на Монферат. Но проектът се променя с течение на времето и комплексът днес включва 23 параклиса и пет скита. Сградите на светилището „Успение Богородично“ също са част от комплекса, първоначално построени в романски стил, които след това претърпяват модификации през XV, XVII, XIX и XX век. Параклисите имат полихромни теракотени статуи и картини, датиращи от първия период. Групите от статуи са допълнени с други статуи (гипсови) по време на реставрацията през XIX век. Горите, върху които са разположени параклисите, съдържат множество редки флорални видове.

### Свети хълм на Орта
Този комплекс – единственият, посветен на Свети Франциск от Асизи, е построен на три фази. Първата започва през 1590 г. по нареждане на местната общност и трае около 1630 г.; характеризира се стилово с Маниеризъм. През втората фаза, която продължава до края на XVII век, преобладаващият стил е Барокът – стил, който след това се развива през третия период, до края на XVIII век, в по-свободни форми, сливайки се с други влияния. Комплексът се състои от 21 параклиса, древното убежище на Свети Франциск, монументална врата и фонтан. Този свети хълм е единственият, който не претърпява промени в топологичната си структура след XVI век. Градината, с прекрасна гледка към езерото Орта, е с изключително качество.

### Свети хълм на Варезе
Място за поклонение от Средновековието за светилището „Санта Мария дел Монте“ и манастира на Амвросийските братя, основан през 1474 г., Светият хълм на Варезе включва четиринадесет параклиса плюс светилището, което служи като 15-и параклис. Работата започва през 1604 г., насърчавана от кардинал Федерико Боромео, по дължината на 2 km калдаръмена пътека, показваща мистериите на Молитвената броеница. Благодарение на щедрите дарения строителството е много по-бързо от това на други свети хълмове и тринадесет от параклисите са завършени до 1623 г. През 1698 г. работите са завършени в сегашния си вид. Както се случва в Молитвената броеница, параклисите са разделени на групи от по пет. Архитектурният стил на параклисите, на триумфалните арки и на фонтаните е разнообразен и вдъхновен от стилистичните форми на Барока. Статуите и фреските, които украсяват параклисите, документират основните течения на сакралното изкуство от XVII век в района на Милано.

### Свети хълм на Оропа
Едно от най-старите светилища, посветени на Мадоната, което привлича много благочестиви поклонници, се намира в Оропа близо до Биела. Въпреки че работата по започване на строителството на светия хълм като структура, приложена към светилището, започва през 1617 г., тя все още не е завършена в края на XVII век. Първоначалният план е да се илюстрира живота на Дева Мария в двадесет параклиса, с други пет, посветени на епизоди от Новия завет. Проектът се възползва от подкрепата на Савойския херцог, тъй като се намира на територията на Савойското херцогство. Мястото е най-високото сред групата свети хълмове, кулминирайки на повече от 2300 метра, на хълм, покрит с брези и заобиколен от алпийски върхове. Днес има 27 параклиса, дванадесет от които са посветени на живота на Дева Мария, а останалите са на различни религиозни теми. Архитектурният им стил е бароков, характерен за периода, в който са построени, подобно на статуите и картините, които ги украсяват.

### Свети хълм на Осучо
Този комплекс се намира на западния бряг на езерото Комо, на 25 км от град Комо. Лежи на скала на 400 метра надморска височина, обърната към остров Комачина. Той е напълно изолиран от всякакви други сгради, заобиколен от ниви, маслинови насаждения и гори. Четиринадесетте параклиса, всичките построени между 1635 и 1710 г., са в бароков стил: те водят до светилището, построено през 1532 г., поставено на върха като символично завършване на гирлянда от рози (короната) на Молитвената броеница.

### Свети хълм на Гифа
Между края на XVI и средата на XVII век планът за изграждане на светия хълм е замислен около светилището на Света Троица на гъсто залесен хълм. В тази първа фаза са построени само три параклиса. Това обаче води до значително увеличаване на поклонниците, посещаващи светилището, и следователно до големи усилия за разширяване на работите, извършени между 1646 и 1649 г. В сегашното си състояние светият хълм включва три параклиса, посветени на различни библейски теми, и три други по-малки параклиса, които функционират като оратории.

### Свети хълм на Голгота, Домодосола
През 1656 г. двама монаси капуцини избират хълма Матарела, който гледа към град  Домодосола, за да го превърнат в място за свети хълм и Голгота. Така се ражда поредица от дванадесет параклиса с декоративен набор от статуи и стенописи, представящи места по Кръстния път, и три параклиса, илюстриращи Свалянето от Кръста, Божи гроб и Възкресението. На върха на хълма се намира осмоъгълното светилище на Светия кръст, чието строителство започва през 1657 г.

### Свети хълм на Белмонте
Червеният гранитен хълм на Белмонте стои изолиран от гребените на предалпийската верига в Пиемонт. Проектът за този свети хълм е замислен от монаха Микеланджело да Монтильо в началото на XVIII век. След като прекарва няколко години в Светите земи, той иска да пресъздаде библейските места в Северна Италия. Така той проектира кръг от параклиси, които символизират основните събития от Страстите, кулминиращи в малкото светилище, което съществува на това място и което е имало дълго време е било место на поклонения. Тринадесетте параклиса имат почти идентична структура: те са финансирани до голяма степен от местната общност. Първоначално са украсени с картини на свети теми и произведения на местните занаяти; едва един век по-късно са украсени с керамични статуи от Кастеламонте. Пътеката за достъп е разширена в края на XIX век, за да може да поеме нарастващия брой поклонници.